# 孔彦缙
孔彦缙（1401年3月27日—1455年11月30日），字朝绅，山東曲阜人，孔子第五十九代嫡孫。

## 生平
孔公鑑之子。建文三年（1401年）三月十三生，名與字皆為當時的燕王世子朱高熾命名，次年，其父孔公鑑因病去世，被母亲胡氏抚养教育。
永樂八年（1410年）襲封衍聖公。剛滿十歲，明成祖命他在國子監讀書學習，不久後便回到曲阜。因年纪比較小，在宗族管理和宗廟祭祀等方面沒有經驗。就经常向叔父曲阜縣知县孔公镗请教。永樂九年（1411年）孔彥縉請求維修孔廟，工部准奏。此工程歷時五年，共維修廊、廡、樓、閣二百七十餘間，令孔廟面貌煥然一新。
洪熙元年（1425年）明仁宗即位，孔彥縉赴京朝賀。仁宗對侍臣說：「外藩貢使皆有公館，衍聖公假館民間，非崇儒重道意。」於是，賜予府邸在東安門外。宣德四年（1429年）為充實孔廟藏書，孔彥縉咨文禮部，同意到福建購書賜予孔廟。不久，又上書朝廷，說明孔廟雅樂及樂舞官服的損壞情況，明宣宗命有司修治。景泰元年（1450年）明代宗到國子監視察。孔彥縉率孔、顏、孟三氏學子入京觀禮，賜座彝倫堂聽講。皇帝每次視察國子監時，都詔衍聖公前去觀禮，自此形成定例。景泰三年（1452年）朝廷赐正一品朝服、公服、常服。
孔彥縉自幼失怙，能夠獨立自主，然而卻與族人相處不睦。景泰六年（1455年）與族祖克昫等人相訐，代宗將相訐之事擱置一旁，不予過問。同年十月二十一日（1455年11月30日）去世，享年五十五岁。太子太师、吏部尚书王直为其撰写墓表。孔彦缙有四子三女：嫡長子孔承慶，其他三子孔承吉、孔承泽、孔承源都是庶出:9。由於長子孔承慶早逝，由长孙孔弘绪袭爵。

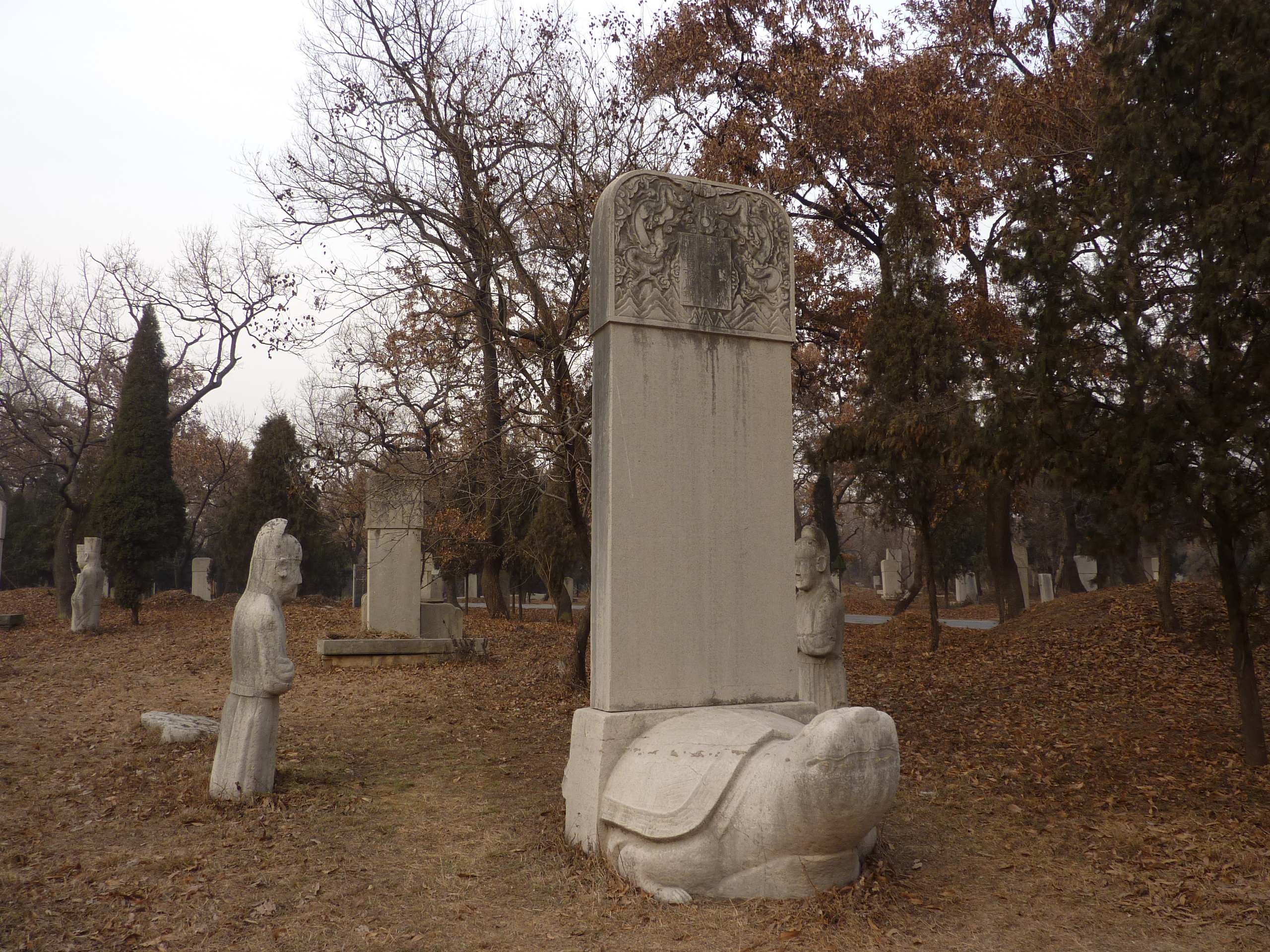
孔彦缙墓

## 家族

### 先祖
- 曾祖父：孔希学（1335年—1381年）
- 祖父：孔讷（1358年—1400年）
- 父：孔公鑑（1380年—1402年）
- 母：胡氏（1384年—1436年）[1]:9
- 叔父：孔公鐸、孔公鈞、孔公鏜

### 家庭
- 正室：夏氏（1399年—1434年），揚州江都人，江西布政使司參政夏濟長女[1]:9[註 1]
  - 嫡長子：孔承慶（1420年—1450年），早卒未襲，追贈衍聖公
  - 長媳：王氏（1419年—1481年），兗州寧陽人，順天府尹王賢的女兒；後被封為衍聖公太夫人。[註 2]
    - 長孫：孔弘緒（1448年—1504年），景泰六年（1455年）承襲衍聖公，成化五年（1469年）奪爵
    - 次孫：孔弘泰（1450年—1503年），成化六年（1470年）代襲衍聖公
- 庶子：
  - 孔承吉（江氏所生）
  - 孔承泽（郭氏所生）
  - 孔承源（牙氏所生）

## 附註
1. ↑  「夫人夏氏，江都人，江西布政使司參政濟長女；建文元年五月十一日丑時生，宣宗宣德九年八月三十日戌時卒，年三十六」
2. ↑  「夫人王氏，寧陽人，順天府尹賢女；封衍聖公太夫人。永樂十七年二月二十日亥時生，憲宗成化十七年正月初七日辰時卒，年六十三」

## 参看
- 孔子
- 衍聖公
- 孔子世家大宗世系
- 孔子世家大宗世系图

| 前任： 父孔公鑑 | 衍聖公 1410年—1455年 | 繼任： 長孫孔弘绪 |